# Baiba Bendiková
Baiba Bendiková, nepřechýleně Baiba Bendika, (* 27. června 1991 Cēsis) je lotyšská biatlonistka,  mistryně Evropy z sprintu z roku 2021 a ze stíhacího závodu z roku 2025.

## Osobní život
S lyžováním začala ve 4 letech, od 10 let se začala učit biatlon díky svému otci, který ji dříve trénoval. V dětství se též věnovala orientačnímu běhu.
V říjnu 2023 se jí narodil syn a již v prosinci nastoupila do dalšího ročníku světového poháru.

## Biatlonová kariéra
Biatlonu se začala věnovat v roce 2001. Ve světovém poháru v biatlonu debutovala v roce 2011. V sezóně 2015/16 skončila v závodě ve světovém poháru poprvé v první desítce.

### Olympijské hry a mistrovství světa
| Sezóna  | D   | Místo                | SP  | SZ  | HZ  | IZ  | ŠT  | SŠT | SZD | Věk    |
| ------- | --- | -------------------- | --- | --- | --- | --- | --- | --- | --- | ------ |
| 2020/21 | MS  | Pokljuka             | 26. | 18. | 9.  | 52. | 22. | 23. | 14. | 29 let |
| 2021/22 | ZOH | Peking               | 50. | 48. | –   | 58. | –   | –   | ×   | 30 let |
| 2022/23 | MS  | Oberhof              | 62. | –   | –   | 44. | –   | 25. | 19. | 31 let |
| 2023/24 | MS  | Nové Město na Moravě | 5.  | 11. | 23. | 67. | 15. | 19. | 8.  | 32 let |
| 2024/25 | MS  | Lenzerheide          | 55. | 41. | –   | 25. | 16. | 22. | 9.  | 33 let |

Poznámka: Výsledky z olympijských her se do hodnocení světového poháru nezapočítávají; výsledky z mistrovství světa se dříve započítávaly, od mistrovství světa v roce 2023 se nezapočítávají.